# 流量殭屍
流量殭屍（日語：インプレゾンビ，和製英語：Impression zombie)、曝光殭屍，指的是在X（舊稱 Twitter）上為了增加廣告流量(曝光次數)濫發貼文的帳號，目的是賺取廣告分潤收入 。因為即使是使用了靜音或封鎖等隱藏功能，類似的其他帳號也會像殭屍一樣不斷冒出來發一樣的貼文而得名。也有使用轉發和回覆功能來增加文章曝光次數的帳號被稱為“回覆殭屍” 。

## 概述
透過符合資格並加入廣告收益分成的X（舊稱 Twitter）帳號，可以得到發文曝光次數的廣告收益分潤。
惡用這項廣告分潤功能的流量殭屍會使用例如以下手段來增加曝光次數：
- 在其他用戶觀看次數高的貼文下進行無關的回覆
- 轉發其他用戶觀看次數高的貼文
- 在貼文中加入無關的趨勢標籤

這些帳號透過複製他人貼文等方式，發布的貼文會出現不同語言，其中一些帳戶使用AI技術實現了自動化貼文。
在X剛推出廣告分潤的功能時，大多流量殭屍只是發出無意義的文章、顏文字這類貼文。但在2024年初時，加入趨勢標籤、複製貼上各種語言的流量殭屍開始大量出現。

## 背景

### X的“廣告收入分享計劃”
從2023 年8 月開始，滿足特定條件的帳號可以透過X Premium（舊稱 Twitter Blue）根據發文的流量(曝光次數)獲得收入。這是 X 公司發起的一項計畫，目的是透過廣告分潤激勵在X上的內容創作者。即使收益的機制未曾公開，但有用戶宣稱在半年內有100美金左右的收入。
此外，在收入分享計畫開始之前，也存在著再貼文中加入趨勢標籤的行為試圖增加訂閱、刊登廣告、引流至其他網站或是滿足個人曝光慾。

### 發展中國家的影響
在巴基斯坦，由於經濟形勢持續惡化，没有工作的年轻人試圖利用社交媒體賺錢 。在地的流量殭屍經常複製貼上其他國家語言的貼文 。

### 其他
有人指出，在日本，X有著每日4000萬使用者，活躍時間排名世界第一，因此經常成為目標。

## 影響

### 2024年羽田機場跑道撞機事故
2024年1月1日發生的能登半島地震期間，有一些真實的求助貼文被複製貼上。據NHK調查，在至1月5日，石川縣珠洲市的一篇求助貼文被複製，加上了無關的圖片和影片，觀看次數超過200萬。在涉及珠洲市地址的貼文的 24 個帳號中，超過半數位於巴基斯坦，其中9個日常貼文大多使用阿拉伯语或烏爾都語 。據讀賣新聞調查，能登半島地震時的虛假情報來自海外有超過10個國家。
複製貼上求助的貼文使得真實的求助者身分難以辨識，已經完成救助的地址也不斷地被傳播造成混亂。
此外還有在虛假情報貼文中附上了東日本大震災的影片，誤導人以為能登半島地震出現了海嘯。也影響到了避難情報、防災情報的正確傳播。之後於地震隔日的羽田機場跑道撞機事故，也存在許多複製貼上的假情報貼文。

### 2024花蓮地震
2024年4月3日在台灣東部發生2024花蓮地震 ，在X等社交媒體上出現了結合了過去包括能登半島地震等災害影片的虛假情報，出現不少像這樣以賺取曝光次數來營利的貼文。
在貼文中加入包括能登半島地震和台灣其他地震搖晃的影片投稿，在當日午後就有了170萬次以上的觀看次數。

## 批評與應對

### X的應對
X在服務條款中禁止以災和及戰爭相關的貼文取得收益，但也被人指出這些條款並未被遵守。
還有X的事實查核系統在災害時無法有效防制流量殭屍而受批評。

### 志願者的行動
有志願者開發了可以隱藏流量殭屍貼文的瀏覽器擴充功能。還有人開發了一次點擊就能完成封鎖並檢舉的瀏覽器擴充功能，但因為是私下開發，不是X官方所認可的機能，有人指出使用這個功能會有帳號被X封鎖的風險。